# Ferreira Governo
Ferreira Governo est une localité de Sao Tomé-et-Principe située au nord de l'île de Sao Tomé, dans le district de Lobata. C'est une ancienne roça.

## Population
Lors du recensement de 2012, 132 habitants y ont été dénombrés.

## Roça
De type roça-terreiro (c'est-à-dire organisée autour d'un espace central), c'était une dépendance de la grande roça Bela Vista.
Photographies et croquis réalisés en 2011 mettent en évidence la disposition des bâtiments, leurs dimensions et leur état à cette date.